# Aeroporto de Formosa
O Aeródromo de Formosa (ICAO: SWFR) está localizado no município de Formosa, no estado de Goiás.
Suas coordenadas são as seguintes: 15°33'22.00"S de latitude e 047°20'43.00"W de longitude. Possui uma pista de 1400m de asfalto (1700m com as faixas de parada). Tem também uma segunda pista, de grama, com 1100m de comprimento (não homologada).

## Voo a vela
O Aeródromo é sede do Aeroclube do Planalto Central (APC), especializado no Voo a vela, e atualmente primeiro colocado brasileiro no ranking da OLC. O aeroclube fornece cursos de formação de Pilotos Privados de Planador (PPL), Instrutor de Piloto de Planador  e Pilotos Rebocadores, com um quadro de instrutores altamente capacitados. Dentre eles, podemos citar dentre outros: Cláudio Blois, recordista mundial de velocidade, no World Class, por duas vezes (recorde homologado pela FAI/IGC em 1998 e em 2006).
Além da formação de pilotos, o APC fomenta a prática de voos de competição através da realização de campeonatos regionais, provas de clube e também da realização da Etapa Centro-Oeste e Final do Campeonato Brasileiro de Planadores, que reúne bi anualmente os principais pilotos do país.